# Fraser, Michigan
Fraser är en stad  i Macomb County i Michigan. Vid 2010 års folkräkning hade Fraser 14 480 invånare.